# Houžná (Haklovy Dvory)
Houžná je zaniklá vesnice s tvrzí, která stávala severně od Haklových Dvorů u Českých Budějovic v místech rybniční bašty na severu Starohaklovského rybníka. Mezi oběma rybníky roste památný dub, dle AOPK č. 103178.

## Historie
První písemná zmínka pochází z roku 1263, kdy se objevuje v predikátu Aleše a Psida z Houžné. Na konci 14. století je pak zmiňován Vintíř z Houžné a na počátku 15. století Mikuláš a Přibík z Houžné. Přibík v roce 1410 studoval na Karlově univerzitě v Praze a za četbu Viklefových spisů mu z ní hrozilo vyloučení. Ve druhé polovině 15. století získal obec Mikuláš Vít ze Rzavého, v šedesátých letech jsou pak jako majitelé uváděni Puklicové ze Vztuh.
Přibližně od roku 1468 byl majitelem Petr Stupenský z Houžné. Po jeho smrti majetek zdědil Mikuláš Stupenský, naposledy uváděný k roku 1519. Roku 1523 ji odkoupily České Budějovice. V té době ve vesnici stál pivovar a tvrz, která byla po prodeji upravena na obydlí baštýře.
Ves zanikla při výstavbě Starého houženského a Starohaklovského rybníka. Na zbylých pozemcích byl v letech 1710–1723 postaven Nový dvůr, jehož rozdělením později vznikla místní část Nový Dvůr, dnes běžně nazývaná Nové Dvory.